# Кисельов Василь Панасович
Василь Панасович Кисельов (нар. 13 січня 1907, місто Бежиця Брянського повіту Орловської губернії, тепер у складі міста Брянська, Російська Федерація — 8 червня 1986, місто Москва, Російська Федерація) — радянський державний і військовий діяч, 1-й секретар Удмуртського обласного комітету ВКП(б), генерал-майор. Член Центральної Ревізійної Комісії ВКП(б) у 1939—1952 роках.

## Життєпис
Народився в родині коваля. У 1926 році закінчив школу-дев'ятирічку в місті Бежиця. У 1926 році вступив до комсомолу.
У січні — червні 1927 року — чорнороб вагонобудівного заводу «Красный Профинтерн» в місті Бежиці.
У червні 1927 — грудні 1929 року — стругальник Митищинського вагонобудівного заводу Всесоюзного об'єднання вагонобудівних і гальмівних заводів в місті Митищі Московської губернії.
Член ВКП(б) з липня 1929 року.
У грудні 1929 — грудні 1934 року — студент Бежицького машинобудівного інституту.
У грудні 1934 — грудні 1937 року — інженер-технолог, керівник бюро технічної інформації, начальник спеціального відділу Брянського вагонобудівного заводу імені Урицького.
У грудні 1937 — листопаді 1938 року — 2-й секретар Брянського міського комітету ВКП(б), 1-й секретар Брянського міського комітету ВКП(б).
У листопаді 1938 — січні 1939 року — відповідальний організатор відділу керівних партійних органів ЦК ВКП(б).
11 січня 1939 — 12 березня 1940 року — 1-й секретар Удмуртського обласного комітету ВКП(б).
У березні 1940 — липні 1941 року — відповідальний організатор Управління кадрів ЦК ВКП(б).
З липня 1941 року — в Червоній армії, учасник німецько-радянської війни. У липні 1941 — січні 1942 року — заступник начальника політичного відділу 30-ї армії Західного фронту. У січні — квітні 1942 року — начальник політичного відділу тилу 30-ї армії Західного фронту. У квітні 1942 — жовтні 1943 року — комісар, заступник із політичної частини начальника тилу 10-ї гвардійської армії Калінінського і Західного фронтів.
У жовтні 1943 — березні 1945 року — заступник начальника Головного інтендантського управління РСЧА по політичній частині. У березні — квітні 1945 року — в резерві Головного політичного управління РСЧА.
У квітні 1945 — лютому 1949 року — представник уповноваженого Ради міністрів СРСР при Раді міністрів РРФСР, начальник відділу облаштування, помічник уповноваженого Ради міністрів СРСР у справах репатріації.
У лютому 1949 — квітні 1950 року — слухач курсів удосконалення вищого командного складу стрілецьких дивізій при Військовій академії імені Фрунзе.
У квітні 1950 — червні 1953 року — заступник командира по цивільній адміністрації військово-морської бази 8-го Військово-морського флоту СРСР в районі Порккала-Удд (Фінляндія).
У червні 1953 — листопаді 1954 року — начальник відділення цивільної адміністрації тилу Військово-морських сил СРСР.
У листопаді 1954 — червні 1961 року — начальник відділу праці та кадрів робітників і службовців Військово-морського флоту СРСР.
У червні 1961 — березні 1969 року — заступник начальника Управління праці і зарплати робітників і службовців Міністерства оборони СРСР.
З березня 1969 року — пенсіонер Міністерства оборони СРСР, на пенсії в місті Москві.
Помер 8 червня 1986 року в Москві. Похований на цвинтарі селища Шереметьєвський Митищинського району Московської області.

## Військове звання
- батальйонний комісар
- підполковник
- полковник
- генерал-майор (.01.1951)

## Нагороди
- орден Червоного Прапора (1.08.1944)
- орден Вітчизняної війни І ст. (6.04.1985)
- два ордени Червоної Зірки (5.10.1943, 30.12.1956)
- медаль «За бойові заслуги» (27.12.1951)
- медалі